# Carmagnola
Carmagnola (piemonti nyelven Carmagnòla) egy észak-olasz község (comune) a Piemont régióban.

## Története
A  község a 11. században alakult, eredetileg az Arduini dinasztia tulajdonában volt, majd a Saluzzo-dinasztia szerezte meg. A dinasztia a 16. század végéig uralkodott, majd 1588-ban Károly Emánuel savoyai herceg birtoka lett, miután meghódította a területet. 1637-1642 között, majd 1690-ben francia megszállás alá került, Catinat ezredes szállta meg, de egy évvel később II. Viktor Amadé szárd-piemonti király visszahódította a területet. A városban ezután jelentős fellendülés következett be a mezőgazdaságban és a kereskedelemben.

## Éghajlat
Kontinentális éghajlat, a legalacsonyabb hőmérsékletet 2012 februárjában mérték, -25°C-ot. Az éves csapadékmennyiség 804 mm.

## Gazdaság
Fontos a mezőgazdaság (zöldség- és gabonatermesztés), az ipar az 1960-as években indult fejlődésnek, amikor a Fiat megnyitotta gyárát a községben, jelentős számú bevándorlót idevonzva Dél-Olaszországból. A banki és a pénzügyi szektor igen fejlettnek számít.

## Népesség
- 1971: 21.109 fő

- 1981: 24.187 fő
- 1991: 24.725 fő
- 2001: 24.911 fő
- 2011: 28.653 fő

## Látnivalók
- Abbazia di Casanova
- Lomellini-palota
- Cavassa-ház
- Szent Fülöp-templom
- Szent Ágoston-templom
- Zsinagóga

## A város szülöttei
- Enrico Saroldi, szobrász

- Francesco Bussone, hadvezér
- Gianluigi Lentini, labdarúgó
- Guido Marchi, labdarúgó
- Guido Martina, karikaturista
- Francesca Maria Rubatto, apáca

## Testvértelepülései
- Abbázia, Horvátország
- Rio Tercero, Argentína